# EP Cargo
EP Cargo a.s. (VKM: EPCI) se sídlem v Praze je český železniční dopravce a speditér. Patří do Energetického a průmyslového holdingu. Společnost je rovněž spoluvlastníkem půjčovny lokomotiv LokoTrain.

## Historie
Společnost byla založena 9. srpna 2010 pod názvem EŽC a.s., ke změně názvu na EP Cargo a.s. došlo k 10. září 2014. Jako dopravce se EŽC podílelo například na přepravě lokomotivy Newag Griffin na Železniční zkušební okruh Cerhenice. V roce 2015 získalo EP Cargo většinový podíl ve společnosti LokoTrain, což je největší česká půjčovna lokomotiv. V témže roce si společnost podepsala kontrakt na pronájem 70 kontejnerových vozů a 280 kontejnerů od společnosti InnoFreight, které měly sloužit pro přepravu hnědého uhlí mezi dolem MIBRAG a elektrárnou Buschhaus. Elektrárna Buschhaus však musela být odstavena, proto se vozy s kontejnery přesunuly do Česka, kde začaly v roce 2017 jezdit na přepravách uhlí z Lomu Nástup – Tušimice a Dolu Silesia do Elektrárna Opatovice nad Labem.

## Lokomotivy
Na základě smlouvy uzaveřené s firmou Siemens v listopadu 2015 firma v únoru 2016 zakoupila lokomotivu typu Vectron MS č. 193 823. Lokomotiva je registrována na držitele LokoTrain. 31. ledna 2018 pak EP Cargo podepsalo se společností Bombardier Transportation kontrakt na dodávku dvou nových lokomotiv TRAXX AC3 určených pro provoz v Německu.

## Vlečky
EP Cargo je rovněž provozovatelem několika vleček – viz tabulka:
| Vlečka              | Přípojová stanice | Vlastník            |
| ------------------- | ----------------- | ------------------- |
| Teplárna Holešovice | Praha-Bubny       | Pražská teplárenská |
| Teplárna Malešice   | Praha-Malešice    | Pražská teplárenská |
| Teplárna Michle     | Praha-Vršovice    | Pražská teplárenská |